# Oleg Drozdow (architekt)
Oleg Drozdow (ukr. Олег Анатолійович Дроздов, ur. 12 września 1966 w Wołgodońsku) – ukraiński architekt, urbanista, artysta i pedagog. Jest założycielem biura architektonicznego Drozdov&Partners i współzałożycielem Charkowskiej Szkoły Architektury.

## Życiorys
Oleg Drozdow urodził się w Wołgodońsku w 1966 roku. W 1990 roku ukończył Charkowski Uniwersytet Inżynierii Lądowej na kierunku architektura. W roku 1997 Drozdow założył biuro architektoniczne Drozdov&Partners, które realizuje swoje projekty na Ukrainie oraz za granicą. 
W 2017 roku Drozdow założył w Charkowie pierwszą prywatną szkołę architektoniczną na Ukrainie Kharkiv School of Architecture, która oferuje możliwość kształcenia na studiach licencjackich i magisterskich w dziedzinie architektury i urbanistyki. Po inwazji Rosji na Ukrainę w 2022 roku Oleg Drozdow przeniósł szołę do Lwowa, gdzie ona się mieści do dziś i kontynuuje swoją działalność.  
Od 2020 roku jest współzałożycielem i głównym architektem studia architektoniczno-urbanistycznego Paragraph w Montreux w Szwajcarii. 

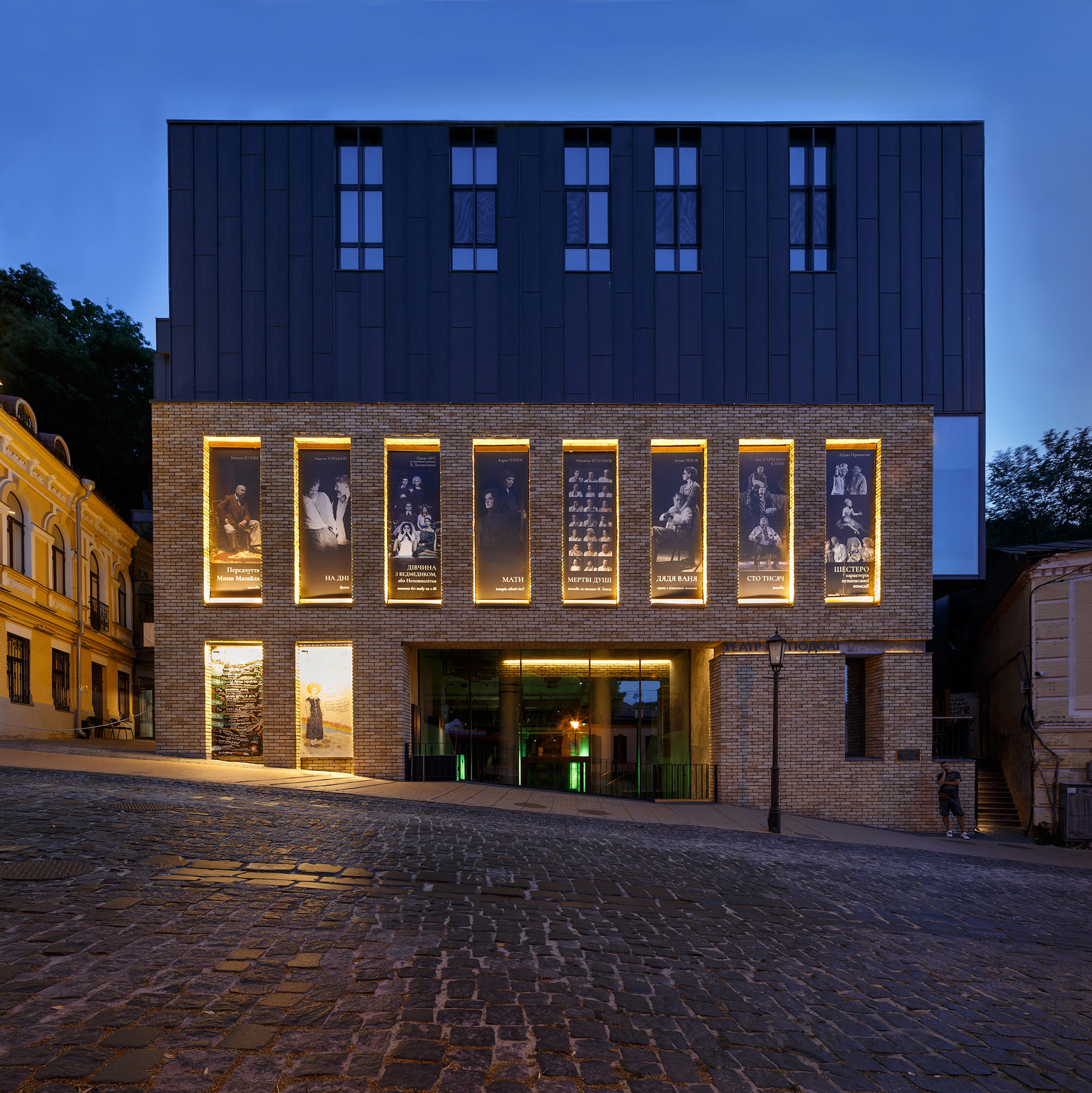
Nowa siedziba Akademickiego Teatru w Kijowie, architekt Oleg Drozdow.

## Wybrane dzieła Drozdov&Partners
- Uzbecka restauracja Buhara, Charków 2002
- Kawiarnia Yaske, Charków 2002–2004
- Dom jednorodzinny Anti Patio, Charków 2004
- Dom jednorodzinny Garden Patio, Charków 2003–2006
- Dom jednorodzinny Sun Patio, Charków 2003–2006
- Willa Water Patio, Odessa 2004–2006
- Biurowiec Platinum Plaza, Charków 2007–2010
- Centrum handlowe Ave Plaza, Charków 2003–2011
- Hotel Aloft, Kijów 2010–2018